# Royal Rumble (2020)
Royal Rumble (2020) foi o 33º evento anual de luta livre profissional Royal Rumble produzido pela WWE. Foi realizado para lutadores das marcas Raw e SmackDown. O evento foi ao ar em pay-per-view (PPV) e na WWE Network e aconteceu em 26 de janeiro de 2020, no Minute Maid Park em Houston, Texas.
Tradicionalmente, o vencedor do Royal Rumble recebe uma luta por um campeonato mundial na WrestleMania daquele ano. Para o evento de 2020, os vencedores das lutas masculinas e femininas receberam a escolha de qual campeonato disputar na WrestleMania 36. Os lutadores podiam escolher lutar pelo Campeonato da WWE do Raw ou pelo Campeonato Universal do SmackDown, enquanto as lutadoras podiam escolher entre o Campeonato Feminino do Raw e o Campeonato Feminino do SmackDown. Além disso e pela primeira vez, os campeonatos do NXT eram escolhas elegíveis, que adicionavam o Campeonato do NXT e o Campeonato Feminino do NXT, sendo assim o primeiro Royal Rumble desde 2010 em que havia três campeonatos elegíveis para o vencedor do Rumble disputar.
No total, oito lutas foram disputadas no evento, incluindo duas no pré-show. No evento principal, Drew McIntyre do Raw venceu o Royal Rumble masculino ao eliminar Roman Reigns do SmackDown, enquanto Charlotte Flair do Raw venceu o Royal Rumble feminino ao eliminar por último Shayna Baszler do NXT. Outras lutas proeminentes viram "The Fiend" Bray Wyatt manter o Campeonato Universal contra Daniel Bryan em uma luta strap, Roman Reigns derrotou King Corbin em uma luta Falls Count Anywhere, e Becky Lynch derrotou Asuka por submissão para reter o Campeonato Feminino do Raw. O evento também contou com o retorno de Edge, que lutou pela última vez em abril de 2011 antes de se aposentar devido a uma lesão no pescoço, bem como MVP, que lutou pela última vez pela WWE em dezembro de 2010.

## Produção

### Conceito
O Royal Rumble é um pay-per-view anual, produzido todo mês de janeiro pela WWE desde 1988. É um dos quatro pay-per-views originais da promoção, junto com WrestleMania, SummerSlam e Survivor Series, apelidados de "Big Four". Seu nome vem da luta Royal Rumble, uma batalha real modificada na qual os participantes entram em intervalos cronometrados em vez de todos começarem no ringue ao mesmo tempo. As lutas masculinas e femininas geralmente contam com 30 lutadores. Tradicionalmente, o vencedor da luta ganha uma luta por um título mundial na WrestleMania daquele ano. Nos últimos anos, os homens e mulheres tiveram a sua escolha entre os títulos das marcas Raw e SmackDown. Para 2020, as escolhas foram, o Campeonato da WWE (Raw) e o  Campeonato Universal (SmackDown) para os homens, e o Campeonato Feminino do Raw e o Campeonato Feminino do SmackDown para as mulheres. Além disso, e pela primeira vez, os títulos do NXT, o Campeonato do NXT e Campeonato Feminino do NXT, tornaram-se opções para o vencedor desafiar o campeão na WrestleMania 36 ; isso foi confirmado após o evento e foi o resultado do NXT se tornar a terceira grande marca da WWE em setembro de 2019. O Royal Rumble 2020 foi o 33º evento da cronologia Royal Rumble e contou com lutadores das marcas Raw e SmackDown, com lutadores NXT e veteranos da WWE aparecendo em ambos os combates Royal Rumble masculino e feminino.

### Histórias
O evento contou com oito lutas, incluindo duas no pré-show. As lutas resultaram de histórias roteirizadas, em que os lutadores retratavam heróis, vilões ou personagens menos distintos em eventos roteirizados que criaram tensão e culminaram em uma luta ou série de lutas. Os resultados foram predeterminados pelos escritores da WWE nas marcas Raw e SmackDown, enquanto as histórias foram produzidas nos programas semanais de televisão da WWE, Monday Night Raw e Friday Night SmackDown.

#### Raw
Enquanto o Campeonato da WWE é geralmente defendido no pay-per-view Royal Rumble de todos os anos, no Raw de 6 de janeiro, foi revelado que não haveria uma defesa do Campeonato da WWE no evento de 2020. Em vez disso, como ele sentia que não havia ninguém em qualquer marca que merecesse uma oportunidade, o campeão da WWE Brock Lesnar decidiu entrar no combate Royal Rumble como o participante número um. Não houve mudanças nas regras da luta, apesar de Lesnar ter conquistado um dos dois campeonatos mundiais que o vencedor poderia disputar na WrestleMania 36. No episódio de 20 de janeiro, o porta-voz de Lesnar, Paul Heyman, lembrou aos fãs do prêmio da luta Royal Rumble, mas disse que não havia ninguém digno o suficiente para enfrentar Lesnar na luta principal da WrestleMania, o que implica que se Lesnar ganhasse, ele se absteria seu prêmio.
No TLC: Tables, Ladders & Chairs, as Kabuki Warriors (Asuka e Kairi Sane) derrotaram a equipe da Campeã Feminia do Raw Becky Lynch e Charlotte Flair em uma luta Tables, Ladders, and Chairs para reterem o Campeonato Feminino de Duplas da WWE. Em uma entrevista nos bastidores do Raw a seguir, Lynch afirmou que não tinha sido ela mesma nos últimos meses e sentiu que a administração a colocou em combates de duplas para protegê-la de enfrentar Asuka sozinha e perder. Ela também afirmou que nunca havia derrotado Asuka e precisava mudar isso. Na semana seguinte, Lynch desafiou Asuka para uma luta pelo seu Campeonato Feminino do Raw que Asuka aceitou. A luta foi agendada para o Royal Rumble e é essencialmente uma revanche do evento do ano anterior.
No pré-show do TLC: Tables, Ladders & Chairs, Humberto Carrillo derrotou Andrade. No episódio seguinte do Raw, ambos estavam programados para participar de uma luta gauntlet para determinar o candidato número um contra Rey Mysterio pelo Campeonato dos Estados Unidos. Carrillo avançou para a final para enfrentar Andrade, que não apareceu durante sua entrada. Andrade, em vez disso, atacou Carrillo por trás e, em seguida, executou um Hammerlock DDT em Carillo no chão de concreto exposto. Devido a isso, a luta gauntlet terminou em no-contest. Andrade então ganhou o título dos EUA de Mysterio em um live event da WWE no Madison Square Garden em 26 de dezembro. Depois que Andrade reteve o título contra Mysterio em uma luta de escadas no episódio de 20 de janeiro do Raw, Andrade tentou executar o Hammerlock DDT em Mysterio no chão de concreto exposto, mas Carrillo apareceu para ajudar Mysterio e lutar contra Andrade, que recuou junto com Zelina Vega. Nos bastidores, Carrillo lançou um desafio para Andrade pelo Campeonato dos Estados Unidos no Royal Rumble, que foi oficializado para o pré-show.

#### SmackDown
No Survivor Series, "The Fiend" Bray Wyatt derrotou Daniel Bryan para reter o Campeonato Universal. No SmackDown seguinte, depois de Bryan aceitar outra revanche pelo título no TLC: Tables, Ladders & Chairs, The Fiend apareceu e atacou Bryan, arrancando seu cabelo. The Miz, que estava entrelaçado na rivalidade, apareceu na semana seguinte e disse que Bryan não tinha sido visto desde o ataque de The Fiend e por sua vez se tornou o oponente de Wyatt em uma luta sem título no TLC, onde Wyatt (como seu ersonagem da Firefly Fun House e não The Fiend) derrotou Miz. Após a luta, uma figura encapuzada atacou Wyatt e então se revelou como Bryan, agora com um cabelo e barba curta. No SmackDown seguinte, Bryan e Miz declararam seu desejo de ganhar o Campeonato Universal de Wyatt devido a seus respectivos problemas pessoais com ele. Eles foram interrompidos por King Corbin, que sentiu que merecia uma oportunidade pelo título devido à sua vitória sobre Roman Reigns no TLC. No episódio de 27 de dezembro, Bryan derrotou Miz e Corbin em uma luta Triple Threat para ganhar outra luta pelo Campeonato Universal contra The Fiend no Royal Rumble. No episódio de 17 de janeiro, Bryan aplicou um running knee em The Fiend e o atacou, mas The Fiend recuou. Frustrado, Bryan mudou a estipulação de sua luta para uma luta strap para que o The Fiend não pudesse fugir.
Durante a luta triple threat para determinar o candidato número um ao Campeonato Universal, Roman Reigns atacou King Corbin, custando-lhe a oportunidade pelo título. Na semana seguinte, Reigns anunciou sua participação na luta Royal Rumble. Mais tarde naquela noite, Reigns se juntou a Daniel Bryan para enfrentar Corbin e Dolph Ziggler, que terminou sem vencedor. Após a luta, Corbin e Ziggler atacaram Reigns, mas The Usos (Jey Uso e Jimmy Uso) apareceram para ajudar Reigns, atacando Corbin e Ziggler. No episódio de 10 de janeiro, Corbin anunciou sua participação na luta Royal Rumble e afirmou que Reigns estava com medo de enfrentá-lo novamente, por isso Reigns também estava competindo na luta. Em resposta, Reigns desafiou Corbin para uma revanche no evento que Corbin aceitou. Na semana seguinte, Reigns derrotou Robert Roode em uma luta de mesas, permitindo-lhe escolher a estipulação de sua luta com Corbin, e ele escolheu uma luta Falls Count Anywhere.
No SmackDown posterior ao Survivor Series, a campeã Feminina do SmackDown Bayley e a capitã feminina do Time SmackDown Sasha Banks criticaram a divisão feminina de sua marca por decepcioná-las no evento, já que Bayley e o Time SmackDown perderam suas respectivas lutas. A membra da equipe Lacey Evans interrompeu e executou um Women's Right em Banks. Evans questionou a liderança de Bayley e Banks, tendo vários confrontos com elas nas semanas seguintes. No episódio de 10 de janeiro, Evans estava programada para enfrentar Banks, que não apareceu e Bayley apareceu no TitanTron provocando Evans. Em resposta, Evans foi para os bastidores, onde as duas brigaram. Na semana seguinte, Evans estava mais uma vez escalada para enfrentar Banks, no entanto, Banks não pôde competir devido à uma lesão no tornozelo. Bayley tomou seu lugar na luta, mas perdeu para Evans. Devido à vitória de Evans, ela ganhou uma luta pelo título no Royal Rumble.
Após um hiato de sete meses, Sheamus apareceu em uma vinheta no episódio de 29 de novembro do SmackDown, anunciando que ele voltaria à ação no ringue. Ao longo das semanas seguintes, mais vinhetas foram ao ar, com Sheamus alegando que o SmackDown havia se tornado suave em sua ausência. No episódio de 3 de janeiro, enquanto Shorty G estava sendo atacado por The Revival (Scott Dawson e Dash Wilder), Sheamus voltou, aparentemente para ajudar Shorty G. No entanto, depois que The Revival saiu do ringue, Sheamus aplicou um Brogue Kick em Shorty G. Sheamus afirmou que Shorty G personificava tudo de errado com o SmackDown e continuou a visá-lo nas próximas semanas, e uma luta entre os dois foi marcada para o pré-show do Royal Rumble.

## Evento
| Função:                            | Nome:                                                 |
| ---------------------------------- | ----------------------------------------------------- |
| Comentaristas em inglês            | Michael Cole (SmackDown/Luta Royal Rumble masculina)  |
| Comentaristas em inglês            | Corey Graves (SmackDown/Ambas Lutas Royal Rumble)     |
| Comentaristas em inglês            | Tom Phillips (Raw/Luta Royal Rumble feminina)         |
| Comentaristas em inglês            | Jerry Lawler (Raw/Luta Royal Rumble feminina)         |
| Comentaristas em inglês            | Booker T (Men's Royal Rumble match)                   |
| Comentaristas em espanhol          | Carlos Cabrera                                        |
| Comentaristas em espanhol          | Marcelo Rodríguez                                     |
| Comentaristas em alemão            | Carsten Schaefer                                      |
| Comentaristas em alemão            | Tim Haber                                             |
| Comentaristas em alemão            | Calvin Knie                                           |
| Anunciadores de ringue             | Greg Hamilton (SmackDown/Luta Royal Rumble masculina) |
| Anunciadores de ringue             | Mike Rome (Raw/Luta Royal Rumble feminina)            |
| Árbitros                           | Danilo Anfibio                                        |
| Árbitros                           | Jason Ayers                                           |
| Árbitros                           | Shawn Bennett                                         |
| Árbitros                           | Jessika Carr                                          |
| Árbitros                           | John Cone                                             |
| Árbitros                           | Dan Engler                                            |
| Árbitros                           | Darrick Moore                                         |
| Árbitros                           | Eddie Orengo                                          |
| Árbitros                           | Darryl Sharma                                         |
| Árbitros                           | Chris Sharpe                                          |
| Árbitros                           | Ryan Tran                                             |
| Árbitros                           | Rod Zapata                                            |
| Entrevistadores                    | Kayla Braxton                                         |
| Entrevistadores                    | Sarah Schreiber                                       |
| Painel/Correspondentes do pré-show | Jonathan Coachman                                     |
| Painel/Correspondentes do pré-show | Charly Caruso                                         |
| Painel/Correspondentes do pré-show | David Otunga                                          |
| Painel/Correspondentes do pré-show | Christian                                             |
| Painel/Correspondentes do pré-show | Renee Young                                           |
| Painel/Correspondentes do pré-show | Sam Roberts                                           |

### Pré-show
Duas lutas foram disputadas no pré-show do Royal Rumble. Na primeira luta, Sheamus enfrentou Shorty G. No final, Sheamus aplicou um Brogue Kick em Shorty G para vencer a luta.
Na segunda luta, Andrade (acompanhado por Zelina Vega) defendeu o campeonato dos Estados Unidos contra Humberto Carrillo. No final, Carrillo tentou um hurricanrana em Andrade, que reverteu em um roll-up para manter o título.

### Lutas preliminares
O pay-per-view começou com Roman Reigns enfrentando King Corbin em uma luta Falls Count Anywhere. No meio da luta, Reigns lutou com Corbin no meio da multidão, onde Reigns realizou um Samoa Drop em Corbin em duas mesas separadas. Como Reigns estava prestes a atacar Corbin perto de alguns equipamentos de produção, Reigns foi atacado por Dolph Ziggler e Robert Roode. The Usos (Jey Uso e Jimmy Uso) então apareceram e atacaram Ziggler e Roode com Jimmy realizando um Samoan Drop em Jey, Roode e Ziggler. Reigns então empurrou Corbin em um banheiro portátil, virou-o e continuou a atacar Corbin na multidão. No final, Reigns aplicou um Superman Punch e um Spear em Corbin para vencer a luta.
Nos bastidores, Kevin Owens disse a Samoa Joe que ele não podia esperar para eliminar Seth Rollins da luta Royal Rumble - já que eles estavam brigando por semanas no Raw - e que ele iria vencer. Joe afirmou que ele também não podia esperar para fazer o mesmo, mas se Owens entrasse em seu caminho, ele o eliminaria.
A seguir foi a luta feminina do Royal Rumble, que começou com Alexa Bliss, do SmackDown, como a primeira participante e Bianca Belair, do NXT, como a segunda. Durante a luta, Lana do Raw (a quinta participante) foi eliminada por Liv Morgan (a sétima participante) devido à sua rivalidade com Morgan, que por sua vez foi eliminada por Lana depois que ela foi eliminada. Quando Mandy Rose do SmackDown (a oitava participante) foi aparentemente eliminada, ela caiu em cima de Otis, que estava no chão. Belair tentou eliminar Rose novamente, apenas mas Otis salvou Rose. Enquanto Belair eliminava Sonya Devill, parceira de dupla de Rose (a décima participante), Deville caiu sobre Rose e Otis, derrubando Otis e eliminando Rose sem querer junto com ela. Belair iria quebrar o recorde empatado de Michelle McCool e Charlotte Flair de cinco eliminações em uma única luta feminina do Royal Rumble (McCool estabeleceu o recorde em 2018 e Flair empatou em 2019). Mighty Molly, Naomi, Beth Phoenix, Kelly Kelly e Santina Marella (participantes 3, 18, 19, 21 e 29, respectivamente) foram todos participantes surpresa. Shayna Baszler do NXT entrou em último e acabou empatando o recorde de Belair de oito eliminações. No final, Charlotte Flair do Raw (#17) eliminou Baszler para ganhar a luta e ganhar uma luta pelo campeonato feminino de sua escolha na WrestleMania 36.
Depois disso, Bayley defendeu o Campeonato Feminino do SmackDown contra Lacey Evans. O clímax viu Bayley fazer um roll-up em Evans para reter o título.
Em seguida, "The Fiend" Bray Wyatt defendeu o Campeonato Universal contra Daniel Bryan em um luta strap. Tje Fiend dominou a primeira metade da luta, chicoteando Bryan com a cinta. Bryan acabou ganhando a ofensiva e aplicou o LeBell Lock, usando a cinta para girar de volta na cabeça do Fiend. Enquanto Bryan tentava um running knee, The Fiend pegou Bryan e executou uma Sister Abigail mas Bryan conseguiu o kick out. Bryan então aplicou um running knee em The Fiend que conseguiu o kick out. No final, The Fiend aplicou o The Mandible Claw, e enquanto Bryan tentava escapar, The Fiend o pegou e executou um chokeslam enquanto ainda aplicava a Mandible Claw para vencer a luta e manter o título. Após a luta, a equipe médica cuidou de Bryan.
Na penúltima luta, Becky Lynch defendeu o Campeonato Feminino do Raw contra Asuka (acompanhada por Kairi Sane). No clímax, enquanto Asuka tentava cuspir uma névoa verde no rosto de Lynch, Lynch chutou Asuka, fazendo-a cuspir a névoa no ar e em seu próprio rosto. Lynch então aplicou o Dis-arm-her em Asuka, forçando-a a se submeter e manter o título.

### Evento principal

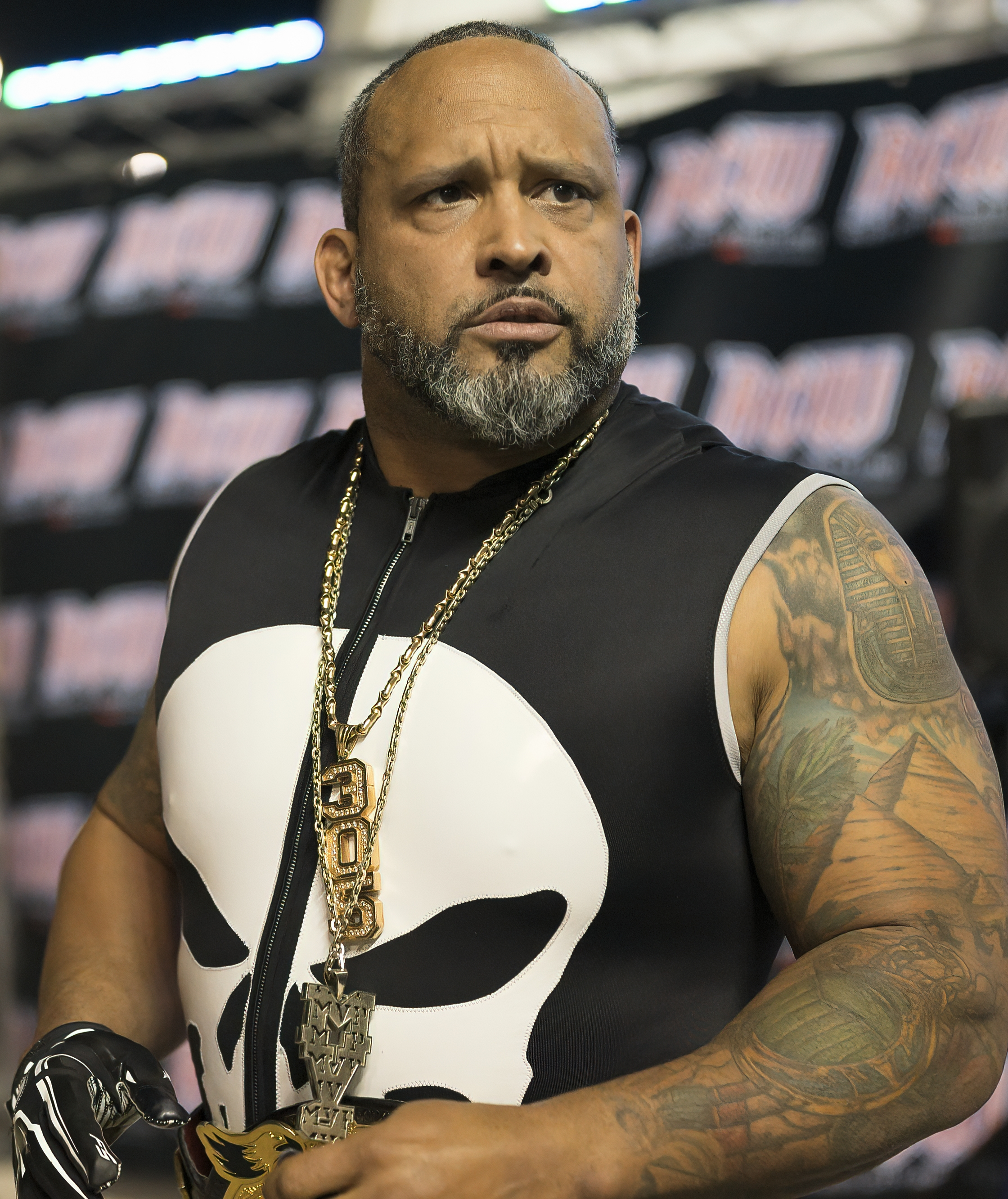
MVP que não lutava pela WWE desde 2010, também fez seu retorno durante a luta Royal Rumble.

O evento principal foi a luta masculina do Royal Rumble, que viu o campeão da WWE Brock Lesnar do Raw (acompanhado por Paul Heyman) entrar em primeiro lugar. Elias do SmackDown entrou em segundo lugar e cantou uma canção durante sua entrada e provocou Lesnar até que Lesnar correu e perseguiu Elias até o ringue e rapidamente o eliminou. Lesnar faria um trabalho rápido com os próximos participantes, eliminando-os quase assim que eles entrassem na luta. Kofi Kingston da SmackDown, a quem Lesnar derrotou pelo Campeonato da WWE em outubro, entrou em sexto, seguido por Rey Mysterio, com quem Lesnar recentemente rivalizou, e então o parceiro de Kingston do The New Day e Campeão de Duplas do SmackDown Big E foi o próximo a entrar. Os três se juntaram contra Lesnar, mas Lesnar eliminou todos eles. Depois de Lesnar ter um breve reencontro com seu antigo parceiro de treinamento Shelton Benjamin (o décimo participante) e abraçá-lo, Lesnar eliminou Benjamin depois de induzi-lo a pensar que eles se uniriam pelo resto da luta. O décimo segundo participante viu o retorno surpresa de Montel Vontavious Porter (que lutou pela última vez na WWE em 2010), que foi rapidamente eliminado por Lesnar. Keith Lee do NXT (o décimo terceiro participante) e Braun Strowman do SmackDown (o décimo quarto participante) conseguiram subjugar Lesnar e momentaneamente derrubá-lo. Enquanto Lee e Strowman tentavam eliminar um ao outro, Lesnar conseguiu eliminar os dois ao mesmo tempo, elevando o total de eliminações de Lesnar para 13, empatando-o com Strowman com o maior número de eliminações em uma única luta masculina do Royal Rumble (um recorde de Strowman estabelecido no Greatest Royal Rumble em 2018).

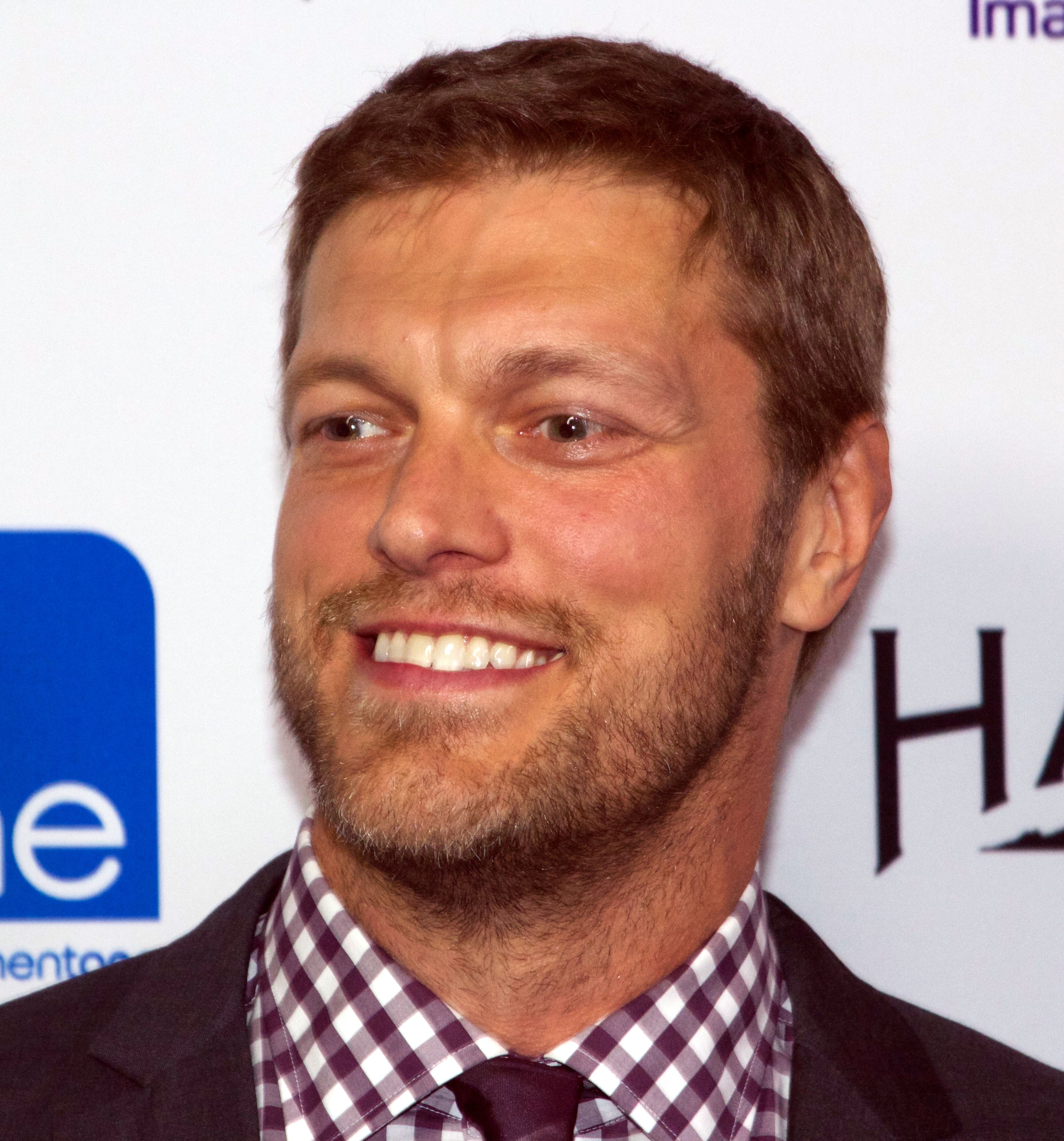
Após ser forçado a se aposentar em 2011 devido a uma lesão no pescoço, Edge fez o seu retorno surpresa durante a luta Royal Rumble.

Ricochet, que teve uma breve interação com Lesnar no episódio anterior do Raw, entrou como o décimo quinto participante, seguido por Drew McIntyre como o décimo sexto participante. Com a atenção de Lesnar em McIntyre, Ricochet deu um golpe baixo em Lesnar por trás (como Lesnar tinha feito com ele no Raw ), e McIntyre deu um Claymore em Lesnar para eliminá-lo. Após a eliminação de Lesnar, McIntyre o encarou. McIntyre então eliminou Ricochet e continuou a encarar Lesnar, que ainda estava deitado ao lado do ringue antes de cambalear na multidão. O WWE Hall of Famer Edge, que foi forçado a se aposentar do wrestling em 2011 devido a uma lesão no pescoço, fez um retorno surpresa como o vigésimo primeiro participante. Kevin Owens (o vigésimo sétimo participante) e Samoa Joe (o vigésimo nono participante) formaram uma pequena aliança contra os outros lutadores, após a qual lutaram entre si até Seth Rollins (acompanhado por Buddy Murphy, Akam e Rezar) entrar em último. Joe e Owens deixaram o ringue e brigaram com os quatro. Rollins eliminaria Joe e Owens graças à interferência de Murphy, Akam e Rezar. McIntyre, Edge, Randy Orton (o vigésimo quinto participante) e Roman Reigns (o vigésimo sexto participante) realizaram seus respectivos finalizadores em Rollins, com McIntyre eliminando-o. Após uma breve reunião do Rated-RKO entre Edge e Orton, e depois de Orton provocar um RKO em Edge, Edge eliminou Orton rapidamente. No clímax, depois que Edge foi eliminado por Reigns, McIntyre realizou uma Claymore em Reigns e o eliminou para vencer a luta e ganhar uma luta pelo campeonato mundial de sua escolha na WrestleMania 36.

## Após o evento

### Raw
Na noite seguinte no Raw, Drew McIntyre anunciou que iria desafiar Brock Lesnar, que McIntyre eliminou durante a luta masculina do Royal Rumble, pelo Campeonato da WWE na WrestleMania 36. Na semana seguinte, Ricochet, que ajudou na eliminação de Lesnar, derrotou Seth Rollins e Bobby Lashley em uma luta Triple Threat para também ganhar uma luta pelo Campeonato da WWE contra Lesnar, ocorrendo antes da WrestleMania no evento Super ShowDown em fevereiro.
Também no Raw seguinte, a vencedora do Royal Rumble feminino Charlotte Flair brincou que ela revelaria qual campeã ela iria desafiar na WrestleMania, mas afirmou que ela ainda estava decidindo. Na semana seguinte, ela disse que ela conquistou o Campeonato Feminino do Raw e do SmackDown várias vezes e derrotou as atuais campeãs, Becky Lynch e Bayley, respectivamente. Ela foi então interrompida pela campeã feminina do NXT Rhea Ripley, que disse que Flair deveria desafiá-la, pois Flair nunca a havia derrotado, mas ela havia vencido Flair. Flair adiou sua decisão até que Ripley defendeu o título no NXT TakeOver: Portland em 16 de fevereiro. No evento, Ripley manteve seu título contra Bianca Belair, após o qual Flair atacou Ripley e Belair e aceitou o desafio de Ripley, marcando a primeira vez que a vencedora do Royal Rumble escolheu um título NXT, que antes eram inelegíveis.
Edge retornou ao Raw na noite seguinte, afirmando que questionou se ele poderia lutar novamente, e explicou que depois de uma segunda cirurgia no pescoço e trabalho duro, ele foi capaz de fazer seu retorno no Royal Rumble e seria capaz de se aposentar em seus próprios termos. Randy Orton então veio para saudar Edge de volta e sugeriu retomarem sua dupla, Rated-RKO, no entanto Orton aplicou um RKO em Edge, tornando-se assim um heel no processo. Orton então atacou o pescoço de Edge com uma cadeira de aço e quebrou sua cabeça entre duas cadeiras de aço em uma manobra conhecida como "Conchairto", que Edge tornou famosa no passado.
A revanche pelo campeonato dos Estados Unidos entre Humberto Carrillo e o campeão Andrade estava marcada para a noite seguinte no Raw, onde Carrillo venceu por desclassificação por interferência de Zelina Vega. Após a luta, Carrillo executou um Hammerlock DDT em Andrade sobre o concreto exposto, assim como Andrade fez uma vez com Carrillo no passado. Andrade foi suspenso por 30 dias por violar a política de bem-estar da WWE, embora não tenha sido destituído do título.
Após a animosidade entre Lana e Liv Morgan, que fez com que Lana eliminasse Morgan depois que ela mesma foi eliminada por Morgan, uma luta entre as duas foi marcada para a noite seguinte no Raw, com Bobby Lashley e Rusev banidos do ringue. Morgan derrotou Lana. Depois de derrotar Lana em uma revanche na semana seguinte, Morgan foi confrontada por sua ex-companheira de stable do Riott Squad Ruby Riott, fazendo seu retorno de lesão. Riott foi abraçar Morgan, após o que ela atacou Morgan.
Depois de fazer um retorno surpresa no Royal Rumble, Montel Vontavious Porter (MVP) teve uma luta com Rey Mysterio no Raw, que perdeu.  Posteriormente, MVP anunciou que embora ele ainda tivesse algumas lutas restantes no circuito independente, sua luta no Raw foi sua final na WWE. Isso provou ser falso, no entanto, após hospedar um segmento do "VIP Lounge" no qual ele insultou o vencedor do Rumble, Drew McIntyre, MVP enfrentou McIntyre em uma luta no episódio de 17 de fevereiro em que McIntyre venceu.

Seth Rollins e Buddy Murphy defenderam o Campeonato de Duplas do Raw contra Samoa Joe e Kevin Owens. Joe foi legitimamente ferido durante a luta e foi levado para os bastidores, deixando Owens para se defender sozinho, no entanto, Rollins e Murphy mantiveram o título depois que Murphy derrotou Owens com um roll-up. Em 7 de fevereiro, o nome de ringue de Buddy Murphy foi encurtado para Murphy. A lesão de Joe provou ser pequena, quando ele voltou no Raw de 10 de fevereiro para ajudar Owens e The Viking Raiders (Erik e Ivar) contra o grupo de Rollins.
No Raw de 3 de fevereiro, Asuka desafiou a campeã feminina do Raw, Becky Lynch, para uma revanche, e Lynch aceitou na semana seguinte. Depois que Lynch reteve o título, ela foi atacada por Shayna Baszler do NXT.

### SmackDown
Uma revanche de trios da semana anterior entre a equipe de Roman Reigns e The Usos (Jey Uso e Jimmy Uso) e a equipe de King Corbin, Dolph Ziggler e Robert Roode foi agendada para o SmackDown seguinte, no qual os perdedores comeriam comida de cachorro. Reigns e The Usos venceram, e jogaram comida de cachorro em Corbin. Na semana seguinte, Corbin desafiou Reigns para mais uma luta, e Reigns aceitou como uma luta steel cage no Super ShowDown.

Sheamus enfrentou Shorty G em uma revanche no SmackDown seguinte, onde Sheamus foi novamente vitorioso.
Mandy Rose agradeceu a Otis por ajudá-la na luta feminina do Royal Rumble. Com o incentivo de seu parceiro de duplas do Heavy Machinery, Tucker, Otis convidou Rose para um encontro no Dia dos Namorados.
No SmackDown seguinte, Bayley falou sobre sua vitória sobre Lacey Evans, bem como sobre a vitória de Charlotte Flair no Royal Rumble. Ela foi interrompida por Naomi, que contestou a afirmação de Bayley de que ela havia derrotado todas, pois nunca havia derrotado Naomi. Bayley então atacou Naomi, que retaliou e levou a melhor. Isso marcou o retorno de Naomi à marca SmackDown, pois antes de seu hiato de seis meses, ela havia sido recrutada para o Raw em abril de 2019 no Superstar Shake-up, mas não foi redigida durante o WWE Draft em outubro. Na semana seguinte, Naomi participou de uma luta fatal four-way para determinar a próximo desafiante de Bayley, que vencida por Carmella.

## Resultados
| Nº                                          | Resultados                                                    | Estipulações                                                                            | Tempo   |
| ------------------------------------------- | ------------------------------------------------------------- | --------------------------------------------------------------------------------------- | ------- |
| Pré- show                                   | Sheamus derrotou Shorty G                                     | Luta individual                                                                         | 12:35   |
| Pré- show                                   | Andrade (c) (com Zelina Vega) derrotou Humberto Carrillo      | Luta individual pelo Campeonato dos Estados Unidos                                      | 14:20   |
| 1                                           | Roman Reigns derrotou King Corbin                             | Luta Falls Count Anywhere                                                               | 21:20   |
| 2                                           | Charlotte Flair venceu eliminando por última Shayna Baszler   | Luta Royal Rumble de 30 lutadoras por uma luta por um título mundial na WrestleMania 36 | 54:20   |
| 3                                           | Bayley (c) derrotou Lacey Evans                               | Luta individual pelo Campeonato Feminino do SmackDown                                   | 9:20    |
| 4                                           | "The Fiend" Bray Wyatt (c) derrotou Daniel Bryan              | Luta Strap pelo Campeonato Universal                                                    | 17:35   |
| 5                                           | Becky Lynch (c) derrotou Asuka (com Kairi Sane) por submissão | Luta individual pelo Campeonato Feminino do Raw                                         | 16:25   |
| 6                                           | Drew McIntyre venceu eliminando por último Roman Reigns       | Luta Royal Rumble de 30 lutadores por uma luta por um título mundial na WrestleMania 36 | 1:00:50 |
| (c) – Refere-se aos campeões antes da luta. |                                                               |                                                                                         |         |

### Royal Rumble feminino - entradas e eliminações
Marca
     – Raw
     – SmackDown
     – NXT
     – NXT UK
     – Agente livre
     – Vencedora
| Nº | Lutadora          | Marca        | Ordem de eliminação | Eliminada por              | Tempo | Eliminações |
| -- | ----------------- | ------------ | ------------------- | -------------------------- | ----- | ----------- |
| 1  | Alexa Bliss       | SmackDown    | 15                  | Bianca Belair              | 26:34 | 3           |
| 2  | Bianca Belair     | NXT          | 16                  | Charlotte Flair            | 33:20 | 7           |
| 3  | Mighty Molly      | Agente Livre | 3                   | Bianca Belair              | 10:21 | 0           |
| 4  | Nikki Cross       | SmackDown    | 5                   | Bianca Belair              | 15:08 | 0           |
| 5  | Lana              | Raw          | 1                   | Liv Morgan                 | 02:29 | 0           |
| 6  | Mercedes Martinez | NXT          | 4                   | Mandy Rose e Sonya Deville | 08:14 | 0           |
| 7  | Liv Morgan        | Raw          | 2                   | Lana                       | 00:44 | 1           |
| 8  | Mandy Rose        | SmackDown    | 6                   | Sonya Deville              | 08:49 | 1           |
| 9  | Candice LeRae     | NXT          | 8                   | Bianca Belair              | 09:01 | 0           |
| 10 | Sonya Deville     | SmackDown    | 7                   | Bianca Belair              | 05:31 | 2           |
| 11 | Kairi Sane        | Raw          | 9                   | Alexa Bliss                | 05:22 | 0           |
| 12 | Mia Yim           | NXT          | 11                  | Alexa Bliss                | 06:30 | 0           |
| 13 | Dana Brooke       | SmackDown    | 14                  | Bianca Belair              | 05:26 | 0           |
| 14 | Tamina            | SmackDown    | 10                  | Bianca Belair              | 00:39 | 0           |
| 15 | Dakota Kai        | NXT          | 12                  | Chelsea Green              | 01:32 | 0           |
| 16 | Chelsea Green     | NXT          | 13                  | Alexa Bliss                | 00:12 | 1           |
| 17 | Charlotte Flair   | Raw          | –                   | Vencedora                  | 27:19 | 4           |
| 18 | Naomi             | Agente Livre | 26                  | Shayna Baszler             | 22:01 | 0           |
| 19 | Beth Phoenix      | NXT          | 28                  | Shayna Baszler             | 23:05 | 1           |
| 20 | Toni Storm        | NXT UK       | 25                  | Shayna Baszler             | 18:40 | 0           |
| 21 | Kelly Kelly       | Agente Livre | 18                  | Charlotte Flair            | 02:29 | 0           |
| 22 | Sarah Logan       | Raw          | 17                  | Charlotte Flair            | 00:28 | 0           |
| 23 | Natalya           | Raw          | 27                  | Beth Phoenix               | 14:43 | 0           |
| 24 | Xia Li            | NXT          | 20                  | Shayna Baszler             | 10:49 | 0           |
| 25 | Zelina Vega       | Raw          | 22                  | Shayna Baszler             | 09:31 | 0           |
| 26 | Shotzi Blackheart | NXT          | 23                  | Shayna Baszler             | 07:57 | 0           |
| 27 | Carmella          | SmackDown    | 24                  | Shayna Baszler             | 06:36 | 0           |
| 28 | Tegan Nox         | NXT          | 21                  | Shayna Baszler             | 03:50 | 0           |
| 29 | Santina Marella   | Agente Livre | 19                  | Se eliminou                | 01:01 | 0           |
| 30 | Shayna Baszler    | NXT          | 29                  | Charlotte Flair            | 04:27 | 8           |

↑1 Lana já havia sido eliminada quando eliminou Liv Morgan.

### Royal Rumble masculino - entradas e eliminações
Marca
     – Raw
     – SmackDown
     – NXT
     – Agente livre
     – Vencedor
| Nº | Lutador                  | Marca        | Ordem de eliminação | Eliminado por                 | Tempo | Eliminações |
| -- | ------------------------ | ------------ | ------------------- | ----------------------------- | ----- | ----------- |
| 1  | Brock Lesnar             | Raw          | 14                  | Drew McIntyre                 | 26:24 | 13          |
| 2  | Elias                    | SmackDown    | 1                   | Brock Lesnar                  | 01:00 | 0           |
| 3  | Erick Rowan              | Raw          | 2                   | Brock Lesnar                  | 00:08 | 0           |
| 4  | Robert Roode             | SmackDown    | 3                   | Brock Lesnar                  | 00:41 | 0           |
| 5  | John Morrison            | SmackDown    | 4                   | Brock Lesnar                  | 00:09 | 0           |
| 6  | Kofi Kingston            | SmackDown    | 7                   | Brock Lesnar                  | 05:06 | 0           |
| 7  | Rey Mysterio             | Raw          | 5                   | Brock Lesnar                  | 02:54 | 0           |
| 8  | Big E                    | SmackDown    | 6                   | Brock Lesnar                  | 00:53 | 0           |
| 9  | Cesaro                   | SmackDown    | 8                   | Brock Lesnar                  | 00:18 | 0           |
| 10 | Shelton Benjamin         | Raw          | 9                   | Brock Lesnar                  | 00:37 | 0           |
| 11 | Shinsuke Nakamura        | SmackDown    | 10                  | Brock Lesnar                  | 00:20 | 0           |
| 12 | Montel Vontavious Porter | Agente Livre | 11                  | Brock Lesnar                  | 00:24 | 0           |
| 13 | Keith Lee                | NXT          | 12                  | Brock Lesnar e Braun Strowman | 03:32 | 1           |
| 14 | Braun Strowman           | SmackDown    | 13                  | Brock Lesnar e Keith Lee      | 01:50 | 1           |
| 15 | Ricochet                 | Raw          | 15                  | Drew McIntyre                 | 03:09 | 0           |
| 16 | Drew McIntyre            | Raw          | –                   | Vencedor                      | 34:11 | 6           |
| 17 | The Miz                  | SmackDown    | 16                  | Drew McIntyre                 | 00:30 | 0           |
| 18 | AJ Styles                | Raw          | 17                  | Edge                          | 07:49 | 0           |
| 19 | Dolph Ziggler            | SmackDown    | 22                  | Roman Reigns                  | 12:20 | 0           |
| 20 | Karl Anderson            | Raw          | 21                  | Randy Orton                   | 09:46 | 0           |
| 21 | Edge                     | Agente Livre | 28                  | Roman Reigns                  | 23:43 | 3           |
| 22 | King Corbin              | SmackDown    | 19                  | Drew McIntyre                 | 04:06 | 1           |
| 23 | Matt Riddle              | NXT          | 18                  | King Corbin                   | 00:41 | 0           |
| 24 | Luke Gallows             | Raw          | 20                  | Edge                          | 02:00 | 0           |
| 25 | Randy Orton              | Raw          | 27                  | Edge                          | 14:37 | 1           |
| 26 | Roman Reigns             | SmackDown    | 29                  | Drew McIntyre                 | 16:01 | 2           |
| 27 | Kevin Owens              | Raw          | 24                  | Seth Rollins, Akam, e Rezar   | 06:59 | 0           |
| 28 | Aleister Black           | Raw          | 23                  | Seth Rollins                  | 05:06 | 0           |
| 29 | Samoa Joe                | Raw          | 25                  | Seth Rollins                  | 04:25 | 0           |
| 30 | Seth Rollins             | Raw          | 26                  | Drew McIntyre                 | 04:01 | 3           |

1. Akam e Rezar não foram participantes oficiais da partida.